# Nikolay Bodurov
Nikolay Bodurov, född 30 maj 1986, är en bulgarisk fotbollsspelare som spelar för Esteghlal Teheran. Han har också representerat det bulgariska landslaget.

## Klubbkarriär
Den 1 augusti 2014 skrev Bodurov på ett treårskontrakt för engelska Fulham.

## Landslagskarriär
Bodurov landslagsdebuterade för Bulgarien den 8 oktober 2010 i en 1–0-vinst över Wales.